# 平原郡
平原郡，中國古代郡、國名。西漢置。原屬濟北國。其地大致在今山東省德州市中部、南部以及惠民縣、陽信縣一帶。

## 建置沿革

### 西漢
漢景帝、武帝之際，分濟北國北部置平原郡。武帝元朔三年（前126年），封濟北王子侯國安陽、羽，屬平原郡。其後割平原郡北部數縣屬勃海郡。漢昭帝元凤六年（前75年），徙陳留郡富平侯國於厭次縣。漢成帝綏和元年（前8年），平原郡領十九縣：平原縣、鬲縣、高唐縣、重丘縣、平昌侯國、羽侯國、般縣、樂陵縣、祝阿縣、瑗縣、阿陽縣、漯陰縣、朸縣、富平侯國、安悳縣、合陽侯國、樓虛侯國、龍頟侯國、安侯國。郡治在平原縣，都尉治所在樂陵縣。隸屬於青州刺史部。

### 東漢
王莽改平原為河平。兩漢之際，平原郡為張步所據。東漢初，省併重丘、羽、瑗、阿陽、朸、合陽、樓虛、龍頟、安等九縣。朝陽縣由濟南郡來屬，後改名為東朝陽縣。光武帝、章帝時，祝阿、安德、東朝陽、西平昌、漯陰五縣兩次改屬濟南，其後又兩次還屬平原。漢明帝時改富平侯國為厭次侯國。漢殤帝延平元年（106年），封和帝兄劉勝為平原王，置平原國。漢安帝建光元年（121年），平原國除為郡。漢順帝永和五年（140年），平原郡領平原、高唐、般、鬲侯國、祝阿、樂陵、濕陰、安德侯國、厭次侯國、西平昌十縣，漢桓帝建和二年（148年），復置平原國。漢獻帝建安十一年（206年），平原國除為郡。建安十八年（213年），曹操分平原郡、樂安郡與勃海郡數縣置樂陵郡。平原郡之樂陵、厭次兩縣改屬樂陵郡。

#### 東漢平原王

##### 劉翼
刘翼（？－？）為河间孝王刘开的儿子，其母赵氏。汉桓帝刘志的父亲，東漢第3任平原王。
夫人马氏，妾室匽明，兒子劉志、刘硕、劉悝，女兒長社公主、益陽公主。

##### 劉碩
刘硕（？－？），又作刘顾，汉桓帝的弟弟，蠡吾侯刘翼的儿子，汉章帝的曾孙，河间孝王刘开的孙子。東漢第四任平原王。
劉硕的子女無考。汉献帝建安十一年（206年），平原国废除。

### 魏晉南北朝
曹魏時平原郡由青州改屬冀州。魏文帝黃初三年（222年），封皇子曹叡為平原王，改平原郡為平原國。黃初七年（226年），復為平原郡。
晉武帝泰始元年（265年），封宗室司馬幹為平原王，改平原郡為平原國。太康三年（282年），平原國領九縣：平原、高唐、茌平、博平、聊城、安德、西平昌、般、鬲。永嘉之亂後，國除為平原郡。
十六國時期，平原郡先後為後趙及其殘餘勢力（319年－353年）、前燕（353年－370年）、前秦（370年－386年）、後燕（386年－396年）所有。
北魏明元帝泰常八年（423年），分冀州等州置濟州，平原郡改屬濟州。北魏孝文帝太和中，分平原郡平原、安德、鬲三縣置安德郡，般、平昌二縣改屬勃海郡，清河郡鄃、零二縣改屬平原郡。北魏孝明帝孝昌中，分聊城縣置西聊縣。北魏節閔帝普泰八年（531年），分平原郡鄃、零、高唐三縣置南清河郡。至此，平原郡僅餘聊城、博平、茌平、西聊四縣。
北齊文宣帝天保七年（556年），省併茌平、西聊二縣。

### 隋唐
隋初郡廢。開皇九年（589年）置德州。大業三年（607年）改德州為平原郡，領安樂、平原、將陵、平昌、般、長河、弓高、東光、胡蘇九縣。唐武德四年（621年）平竇建德，復置德州。天寶元年（742年），改德州為平原郡。領安德县、平原县、长河县、将陵县、平昌县、安陵县、蓨县七縣。乾元元年（758年）復為德州。

## 人口
- 漢平帝元始二年（2年），平原郡有154387戶、664543口。[11]
- 漢順帝永和五年（140年），平原郡有155588戶、1002658口。
- 晉武帝太康中（280年－289年），平原國有31000戶。[7]
- 東魏孝靜帝武定中（543年－550年），平原郡有22250戶、59437口。[9]
- 隋煬帝大業五年（609年），平原郡有135822戶。
- 唐玄宗天寶中（742年－755年），平原郡有83311戶、659855口。

## 行政長官

### 平原太守（前148－9年）
- 蕭望之，字長倩，東海蘭陵人，漢宣帝元康元年（前65年）離任。[12]

### 平原太守（23年－106年）
- 伏湛，字惠公，琅邪東武人，漢更始帝時在任。[13]
- 趙憙，字伯陽，南陽宛人，漢光武帝建武十七年（41年）至二十六年（50年）在任。[13]

### 平原太守（121年－148年）
- 何臨，字子陵，陳國人。[14]

### 平原相（148年－206年）
- 徐曾，中常侍徐璜之兄[15]。
- 史弼，字公謙，陳留考城人，漢桓帝時在任。[16]
- 陽球，字方正，漁陽泉州人，漢靈帝時在任。[17]
- 陳紀，字元方，潁川許人，漢獻帝中平六年（189年）拜。[18]
- 荀爽，字慈明，潁川潁陰人，漢獻帝中平六年（189年）拜，未之官。[18]
- 劉備，字玄德，涿郡涿縣人。[19]
- 劉琬，魯國人，漢獻帝初平四年（193年）出任。[20]

### 平原太守（206年－222年）
- 常林，字伯槐，河內溫人，漢獻帝建安中在任。[21]
- 楊俊，字季才，河內獲嘉人，漢獻帝建安中在任。[21]
- 孫禮，字德達，涿郡容城人。[22]

### 平原太守（226年－265年）
- 潘滿，河南人。[23]
- 顏斐，字文林，濟北人，未之郡即卒。[24]
- 劉邠。[25]
- 劉陶，淮南成德人，魏高貴鄉公正元二年（255年）拜，未之郡即為司馬師所殺。[26]

### 平原相（265年－289年）
- 阮种，字德猷，陳留尉氏人，晉武帝時在任。[27]

### 平原內史（289年－330年）
- 鄭徽，滎陽開封人。[28]
- 陸機，字士衡，吳郡人，晉惠帝永寧元年（301年）至太安二年（303年）在任。[29]
- 王景，晉惠帝永興二年（305年）被殺。[30]
- 邵續，字嗣祖，魏郡安陽人，晉愍帝建興二年（314年）至四年（316年）在任。[31]
- 劉遐，字正長，廣平易陽人，晉愍帝建興四年（316年）至晉元帝建武元年（317年）在任。[32]

### 平原太守（330年－370年）
- 杜能，平原人，前燕景昭帝元璽二年（353年）出任。[33]

### 平原太守（386年－577年）
- 劉曜，北魏道武帝時在任。[34]
- 和跋，代人，北魏道武帝天興六年（403年）伏誅。[35]
- 刁道履，勃海饒安人，北魏獻文帝皇興中在任。[36]
- 潘彌，長樂人。[37]
- 楊景，恒農華陰人。[38]
- 邢祐，字宗祐，河間鄚人。[39]
- 韓瑚，昌黎棘城人。[40]
- 楊烈，弘農華陰人。[41]
- 田隨興，光城人。[42]
- 馮僧集，東魏郡肥鄉人。[43]
- 崔敞，字公世，清河東武城人，北魏孝文帝太和中在任。[44]
- 房亮，字景高，清河人，北魏宣武帝永平元年（508年）前後在任。[45]
- 賈敬伯，武威姑臧人。[46]
- 王文遙，京兆霸城人，北魏孝明帝初出任，在郡六年。[47]
- 裴約，字元儉，河東聞喜人，北魏孝明帝神龜中追贈。[47]
- 元子業，河南洛陽人。[48]
- 房士達，清河繹幕人，北魏孝明帝武泰元年（528年）至北魏孝莊帝永安三年（530年）在任。[49]
- 高安定，勃海蓨人。[50]
- 李雲，字惠雲，黎陽衛國人。[51]
- 畢義遠，東平須昌人，東魏孝靜帝武定中在任。[42]
- 許遜，字仲讓，高陽新城人，北齊廢帝乾明元年（560年）在任。[52]
- 張雕，中山北平人。[53]
- 高構，字孝基，北海人。[54]
- 顏之推，字介，琅邪臨沂人，北齊末在任。[55]

### 平原郡太守（742年－758年）
- 尹中庸，唐玄宗天寶中约744—748年在任。[56]
- 宋渾，鉅鹿南和人，唐玄宗天寶中在任。[56]
- 上官经野，唐玄宗天寶中在任。[56]
- 顏真卿，京兆萬年人，唐玄宗天寶十二載（753年）至唐肅宗至德元載（756年）在任。[56]
- 董秦，范陽薊人，唐肅宗至德二載（757年）在任。[56]

## 國主
- 平原懷王劉勝，106年－113年在位。
  - 平原哀王劉得（繼子），114年－119年在位。
  - 平原王劉翼（繼子），120年－121年在位。
    - 平原王劉碩，148年－？在位，206年國除。[57]
- 平原王曹叡，222年－226年在位。
- 平原王司馬幹，265年－311年在位。
- 趙王石勒，319年－330年在位，平原郡為趙國封內二十四郡之一。
- 平原公苻暉，357年封，370年始有實土，385年卒，386年封土失陷。